# Johann Christian Fick

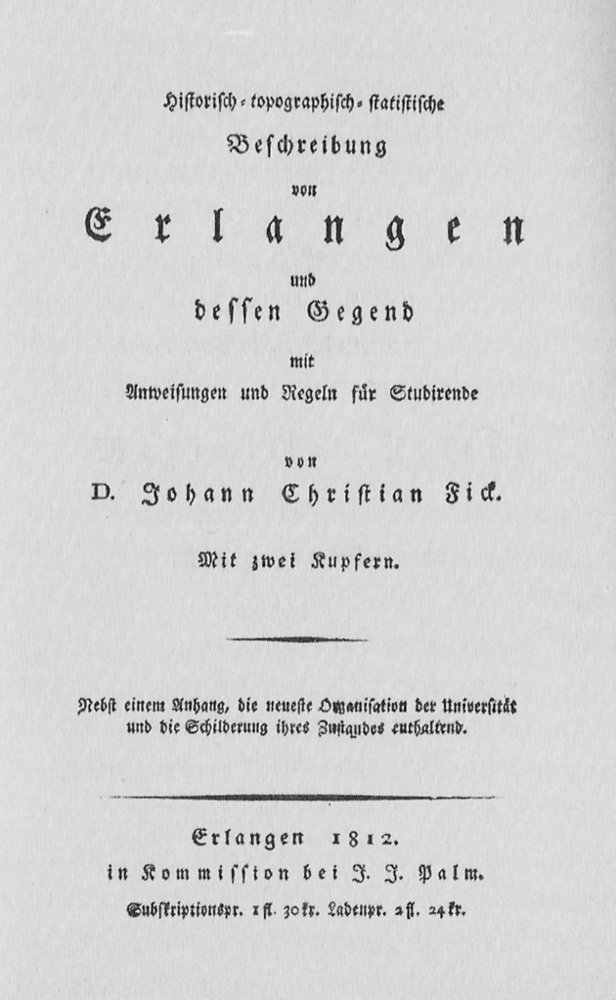
Titel des Buches Historisch-topographisch-statistische Beschreibung von Erlangen und dessen Gegend, 1812

Johann Christian Fick (* 12. Oktober 1763 in Sattelgrund; † 26. Juni 1821 in Erlangen) war ein deutscher Historiker, Geograph und Anglist. Er gilt als Erfinder der Landschaftsbezeichnung Fränkische Schweiz. Diese Bezeichnung tauchte erstmals 1807 in Ficks Reisebericht Meine neueste Reise zu Wasser und Land oder ein Bruchstück aus der Geschichte meines Lebens auf, 1812 auch in Ficks Stadt- und Universitätsführer Historisch-topographisch-statistische Beschreibung von Erlangen und dessen Gegend mit Anweisungen und Regeln für Studirende.
Fick besuchte das Gymnasium in Coburg. Anschließend studierte er bis 1784 in Erlangen und Jena Theologie und Medizin. Er reiste unter anderem nach England, wo er als Autodidakt die englische Sprache erlernt. 1790 bis 1797 war Fick Collaborator am Gymnasium, danach Lektor für Englisch und Professor an der Erlanger Universität. Bekannt wurde er vor allem durch das erfolgreiche Lehrbuch Praktische englische Sprachlehre für Deutsche beyderley Geschlechts von 1793. Außerdem verfasste er mehrere Abhandlungen zu wissenschaftlichen und politischen Themen und übersetzte Schriften aus dem Englischen. Von ihm stammt die maßgebliche Übersetzung der einflussreichen Abhandlungen über die Geschichte und Alterthümer, die Künste, Wissenschaften und Literatur Asiens des britischen Indienforschers Sir William Jones. 1804 übernahm Fick die Herausgabe der Erlanger Realzeitung von Johann Ernst Fabri.